# Успение Богородично (Созопол)
„Успение Богородично“ или „Света Богородица“ е късносредновековна българска църква в град Созопол, област Бургас.

## История
Църквата се намира в северната част на стария Созопол. Построена през ХV век на мястото на по-стар християнски храм. Данни за съществуването и има от 1482 г. Била е манастирска църква към метоха на островния манастир „Свети Йоан Предтеча“.

## Архитектура
По план църквата е трикорабна, едноапсидна псевдобазилика. Тя е вкопана в земята, източната и стена и на нивото на минаващата покрай нея улица, и по външен вид почти не се отличава от къща. Този и вид е обясним, тъй като последното и преизграждане е било по време на османското владичество, когато християнските храмове трябвало да бъдат на определена височина.
Църквата е изградена от дялани камъни, укрепени с дървени сантрачи. През многовековното си съществуване сградата претърпява няколко преустройства, поради което трудно може да се съди за първоначалния и вид. Сега съществуващият храм е изграден на няколко етапа. Най-стара в него е олтарната част, датираща вероятно от Средновековието. Към нея през ХVІІІ в. е прибавен трикорабен наос. През ХІХ в. към наоса е прибавен напречно изграден притвор.
Покривът се носи от дървени колони, завършващи със старинни каменни капители, такива се забелязват и в двора на храма. Църквата не е изографисана и няма следи от по-стари стенописи.

## Иконостас
В църквата се съхраняват ценни дърворезбовани иконостас, амвон и владишки трон, дело на майстори от Дебърската школа, изработени в края на XVIII век. Иконостасът е изпълнен с богатата растителна орнаментация и множество сцени с фигурални композиции от светото писание. Съставен е от две редици икони - долният ред с осем големи икони (две от тях липсват) и горният ред с малки празнични икони (днес от тях няма нито една оригинална): това наследство получава местното църковно настоятелство, когато поема храма от музея. Иконите са дело на странджански майстори, като от поставените дати на някои от иконите – на „Св. Богородица“(1781 г.) и „Св. Спиридон“ (1782 г.), е видно, че те са изографисани в края на XVIII век. Други две са от 1830 г.
Още през 1927 г. (ДВ, бр.69/1927 г.) църквата е обявена за „народна старина“ . През 1958 г. църквата е отнета от БПЦ, а през 1962 г. е обявена от СОПК за „архитектурен паметник на културата от национално значение“ . През 1967 г. Министерството на културата обявява иконостаса в църквата за „художествен паметник на културата от национално значение“ . От скоро църквата отново е действащ православен храм, след като Созополския музей предава храма във владение на Светия Синод на БПЦ.
Днес църквата е действащ храм, паметник на културата.